# Never Again (film 1915 Sidney)
Never Again è un cortometraggio muto del 1915 diretto da Scott Sidney.

## Produzione
Il film fu prodotto dalla Kay-Bee Pictures.

## Distribuzione
Distribuito dalla Mutual Film, il film - un cortometraggio in due bobine - uscì nelle sale cinematografiche USA il 22 settembre 1915.